# Damenbundesliga 2019
La Damenbundesliga 2019 è la 30ª edizione del campionato di football americano femminile di primo livello, organizzato dalla AFVD.

## Squadre partecipanti
| Club                        | Città             | Stadio | Sponsor ufficiale | Risultato nella stagione 2018 |
| --------------------------- | ----------------- | ------ | ----------------- | ----------------------------- |
| Berlin Knights              | Berlino           |        |                   |                               |
| Berlin Kobra Ladies         | Berlino           |        |                   |                               |
| Cologne Falconets           | Colonia           |        |                   |                               |
| Hamburg Amazons             | Amburgo           |        |                   |                               |
| Hamburg Blue Devilyns       | Amburgo           |        |                   |                               |
| Kiel Baltic Hurricanes      | Kiel              |        |                   |                               |
| Stuttgart Scorpions Sisters | Stoccarda         |        |                   |                               |
| München Rangers             | Monaco di Baviera |        |                   |                               |
| Munich Cowboys Ladies       | Monaco di Baviera |        |                   |                               |

## Stagione regolare

### Calendario

#### 1ª giornata
| Berlino 4 maggio 2019, ore 15:00 | Berlin Knights | 18 – 13 (0-0 12-7 0-0 6-6) | Hamburg Amazons | Friedrich-Ludwig-Jahn-Sportpark |

| Amburgo 4 maggio 2019, ore 15:00 | Hamburg Blue Devilyns | 19 – 9 (6-0 6-0 0-6 7-3) | Kiel Baltic Hurricanes | Hemmingstedter Weg |

#### 2ª giornata
Giornata rinviata.

#### 3ª giornata
| Amburgo 18 maggio 2019, ore 15:00 | Hamburg Blue Devilyns | 20 – 25 (7-12 13-0 0-6 0-7) | Hamburg Amazons | Hemmingstedter Weg |

| Kiel 19 maggio 2019, ore 15:00 | Kiel Baltic Hurricanes | 8 – 49 (0-18 2-6 0-13 6-12) | Berlin Kobra Ladies | Moorteichwiese |

#### 4ª giornata
| Amburgo 25 maggio 2019, ore 15:00 | Hamburg Amazons | 32 – 0 (8-0 8-0 16-0 0-0) | Hamburg Blue Devilyns | SV Polizei |

| Monaco di Baviera 25 maggio 2019, ore 15:00 | Munich Cowboys Ladies | 26 – 28 (14-0 6-6 0-8 6-14) | Cologne Falconets | Dantestadion |

| Stoccarda 26 maggio 2019, ore 14:00 | Stuttgart Scorpions Sisters | 34 – 0 (0-0 7-0 20-0 7-0) | München Rangers | TuS1 |

#### 5ª giornata
| Wilmersdorf 1º giugno 2019, ore 11:30 | Berlin Kobra Ladies | 40 – 0 (13-0 14-0 7-0 6-0) | Berlin Knights |  |

| Stoccarda 2 giugno 2019, ore 14:00 | Stuttgart Scorpions Sisters | 40 – 16 (7-0 19-8 6-8 8-0) | Munich Cowboys Ladies | TuS1 |

#### 6ª giornata
| 8 giugno 2019, ore 15:00 | Kiel Baltic Hurricanes | 11 – 33 (3-6 6-6 2-0 0-21) | Hamburg Amazons |  |

| Colonia 10 giugno 2019, ore 11:00 | Cologne Falconets | 20 – 8 (6-0 6-8 8-0 0-0) | München Rangers | Sportpark Müngersdorf |

#### 7ª giornata
| Wilmersdorf 15 giugno 2019, ore 15:00 | Berlin Kobra Ladies | 21 – 6 (7-0 0-0 7-0 7-6) | Hamburg Blue Devilyns |  |

| Colonia 15 giugno 2019, ore 15:00 | Cologne Falconets | 6 – 7 (6-0 0-7 0-0 0-0) | Stuttgart Scorpions Sisters | Sportpark Müngersdorf |

| Kiel 16 giugno 2019, ore 15:00 | Kiel Baltic Hurricanes | 19 – 14 (0-0 13-0 6-8 0-6) | Berlin Knights | Moorteichwiese |

#### 8ª giornata
| Colonia 23 giugno 2019, ore 11:00 | Cologne Falconets | 0 – 0 (0-0 0-0 0-0 0-0) | Munich Cowboys Ladies | Sportpark Müngersdorf |

| Berlino 23 giugno 2019, ore 12:30 | Berlin Knights | 0 – 2 (0-0 0-2 0-0 0-0) | Kiel Baltic Hurricanes | Friedrich-Ludwig-Jahn-Sportpark |

#### Recuperi 1
| Wilmersdorf 29 giugno 2019, ore 15:00 | Berlin Kobra Ladies | 33 – 24 (14-6 6-6 7-0 6-12) | Hamburg Amazons |  |

#### 9ª giornata
| Monaco di Baviera 7 luglio 2019, ore 11:00 | München Rangers | 12 – 26 (6-0 6-8 0-12 0-6) | Munich Cowboys Ladies | Dantestadion |

| Amburgo 7 luglio 2019, ore 15:00 | Hamburg Blue Devilyns | 20 – 18 (8-0 0-18 6-0 6-0) | Berlin Knights | Hemmingstedter Weg |

#### 10ª giornata
| Monaco di Baviera 13 luglio 2019, ore 11:00 | Munich Cowboys Ladies | 14 – 12 (6-0 0-6 8-0 0-6) | München Rangers | Dantestadion |

| Amburgo 13 luglio 2019, ore 15:00 | Hamburg Amazons | 20 – 21 (0-6 0-0 12-6 8-9) | Kiel Baltic Hurricanes |  |

| Stoccarda 14 luglio 2019, ore 14:00 | Stuttgart Scorpions Sisters | 24 – 14 (14-0 3-14 7-0 0-0) | Cologne Falconets | TuS1 |

| Amburgo 14 luglio 2019, ore 15:00 | Hamburg Blue Devilyns | 21 – 39 (0-6 7-13 14-0 0-20) | Berlin Kobra Ladies | Hemmingstedter Weg |

#### 11ª giornata
| Berlino 20 luglio 2019, ore 15:00 | Berlin Knights | 21 – 7 (14-7 0-0 7-0 0-0) | Hamburg Blue Devilyns | Friedrich-Ludwig-Jahn-Sportpark |

#### 12ª giornata
| Kiel 27 luglio 2019, ore 15:00 | Kiel Baltic Hurricanes | 12 – 2 (0-0 6-0 6-0 0-2) | Hamburg Blue Devilyns | Moorteichwiese |

| Monaco di Baviera 28 luglio 2019, ore 11:00 | München Rangers | 0 – 15 (0-0 0-9 0-0 0-6) | Cologne Falconets | Dantestadion |

| Berlino 28 luglio 2019, ore 12:00 | Berlin Knights | 0 – 66 (0-25 0-28 0-6 0-7) | Berlin Kobra Ladies | Friedrich-Ludwig-Jahn-Sportpark |

#### 13ª giornata
| Wilmersdorf 10 agosto 2019, ore 15:00 | Berlin Kobra Ladies | 46 – 6 (0-0 12-0 20-0 14-6) | Kiel Baltic Hurricanes |  |

| Amburgo 10 agosto 2019, ore 15:00 | Hamburg Amazons | 56 – 0 (8-0 22-0 6-0 20-0) | Berlin Knights | SV Polizei |

| Monaco di Baviera 11 agosto 2019, ore 15:00 | München Rangers | 8 – 6 (0-0 8-0 0-0 0-6) | Stuttgart Scorpions Sisters | Dantestadion |

#### 14ª giornata
| Monaco di Baviera 17 agosto 2019, ore 15:00 | Munich Cowboys Ladies | 0 – 22 (0-20 0-0 0-0 0-2) | Stuttgart Scorpions Sisters | Dantestadion |

#### 15ª giornata
| Amburgo 25 agosto 2019, ore 13:00 | Hamburg Amazons | 28 – 55 (14-20 0-16 14-6 0-13) | Berlin Kobra Ladies | SV Polizei |

### Classifica
Le classifiche della regular season sono le seguenti.
- PCT = percentuale di vittorie, G = partite giocate, V = partite vinte,  P = partite perse, PF = punti fatti, PS = punti subiti

#### Gruppo Nord
| Pos. | Squadra                | PCT   | G | V | N | P | PF  | PS  |
| ---- | ---------------------- | ----- | - | - | - | - | --- | --- |
| 1    | Berlin Kobra Ladies    | 1.000 | 8 | 8 | 0 | 0 | 349 | 93  |
| 2    | Hamburg Amazons        | .500  | 8 | 4 | 0 | 4 | 231 | 158 |
| 3    | Kiel Baltic Hurricanes | .500  | 8 | 4 | 0 | 4 | 88  | 182 |
| 4    | Berlin Knights         | .250  | 8 | 2 | 0 | 6 | 71  | 223 |
| 5    | Hamburg Blue Devilyns  | .250  | 8 | 2 | 0 | 6 | 95  | 177 |

#### Gruppo Sud
| Pos. | Squadra                     | PCT  | G | V | N | P | PF  | PS  |
| ---- | --------------------------- | ---- | - | - | - | - | --- | --- |
| 1    | Stuttgart Scorpions Sisters | .833 | 6 | 5 | 0 | 1 | 133 | 44  |
| 2    | Cologne Falconets           | .583 | 6 | 3 | 1 | 2 | 83  | 65  |
| 3    | Munich Cowboys Ladies       | .417 | 6 | 2 | 1 | 3 | 82  | 114 |
| 4    | München Rangers             | .167 | 6 | 1 | 0 | 5 | 40  | 115 |

## Playoff

### Tabellone
|  | Semifinali | Semifinali                  | Semifinali |                             |    | XXVIII Ladies Bowl  | XXVIII Ladies Bowl | XXVIII Ladies Bowl |  |
|  |            |                             |            |                             |    |                     |                    |                    |  |
|  | 1N         | Berlin Kobra Ladies         | 19         |                             |    |                     |                    |                    |  |
|  | 1N         | Berlin Kobra Ladies         | 19         |                             |    |                     |                    |                    |  |
|  | 2S         | Cologne Falconets           | 10         |                             |    |                     |                    |                    |  |
|  | 2S         | Cologne Falconets           | 10         |                             | 1N | Berlin Kobra Ladies | 26                 |                    |  |
|  |            |                             |            |                             | 1N | Berlin Kobra Ladies | 26                 |                    |  |
|  |            |                             | 1S         | Stuttgart Scorpions Sisters | 24 |                     |                    |                    |  |
|  | 2N         | Hamburg Amazons             | 1S         | Stuttgart Scorpions Sisters | 24 | 0                   |                    |                    |  |
|  | 2N         | Hamburg Amazons             |            |                             |    |                     |                    |                    |  |
|  | 1S         | Stuttgart Scorpions Sisters | 16         |                             |    |                     |                    |                    |  |

### Semifinali
| Berlino 8 settembre 2019, ore 14:00 | Berlin Kobra Ladies | 19 – 10 (6-2 6-0 0-0 7-8) | Cologne Falconets | Mommsenstadion |

| 8 settembre 2019, ore 16:00 | Stuttgart Scorpions Sisters | 16 – 0 (3-0 6-0 7-0 0-0) | Hamburg Amazons |  |

### XXVIII Ladies Bowl
| Wilmersdorf 21 settembre 2019 | Berlin Kobra Ladies | 26 – 24 | Stuttgart Scorpions Sisters |  |

## Verdetti
- Berlin Kobra Ladies Campionesse della Germania 2019